# Aymoré Moreira
Aymoré Moreira (24. dubna 1912 Miracema – 26. července 1998 Salvador) byl brazilský fotbalista a trenér.
Hrál na postu brankáře. Jako trenér vyhrál s reprezentací Brazílie mistrovství světa ve fotbale v roce 1962.

## Hráčská kariéra
Aymoré Moreira hrál na postu brankáře. Hrál za Americu, Palestru Italii (dnešní Palmeiras), Botafogo, Fluminense a znovu Botafogo.
Za Brazílii nastoupil ve 4 utkáních.

## Trenérská kariéra

### Kluby
Moreira trénoval mnoho předních brazilských klubů, především ze Sao Paula a Rio de Janeira. Ke konci trenérské kariéry pak trénoval kluby ze Salvadoru ve státu Bahia, kde také nakonec zemřel. V 70. letech také trénoval v Evropě, konkrétně v portugalských Boavistě a Portu a v řeckém Panathinaikosu.

### Reprezentace
Moreira byl celkem 3× trenérem brazilské reprezentace. V roce 1962 byl s týmem na MS v Chile, které vyhrál. Základní skupinu tým vyhrál po výsledcích 2:0 s Mexikem, 0:0 s Československem (v tomto utkání se zranil Pelé, kterého do konce turnaje nahradil Amarildo) a 2:1 se Španělskem. Ve čtvrtfinále Brazílie vyhrála 3:1 nad Anglií, v semifinále 4:2 nad domácím Chile a ve finále nad Československem 3:1.

## Úspěchy

### Hráčské
- Campeonato Paulista

Palestra Italia: 1934, 1936
- Campeonato Carioca

Fluminense: 1941

### Trenérské
Reprezentační
- Mistrovství světa:

Brazílie: 1962
Klubové
- Taça Brasil

Palmeiras: 1967
- Torneo Roberto Gomes Pedrosa:

Palmeiras: 1967
- Campeonato Paulista

São Paulo: 1953
- Campeonato Mineiro

Cruzeiro: 1977
- Campeonato Baiano

Bahia: 1981, 1982